# Decellia bimaculipennis
Decellia bimaculipennis là một loài bọ cánh cứng trong họ Cerambycidae.